# Ve tmě jsou jen temný stín
Román Ve tmě jsou jen temný stín (v originále Die im Dunkeln sieht man nicht) byl napsán v roce 1985 rakouským spisovatelem J. M. Simmelem. 
Název knihy je odvozen z verše písně Mackie Messer k divadelní hře německého dramatika Bertolta Brechta Krejcarová opera.

## Děj
Děj dalšího úspěšného románu se odehrává v roce 1984, ale počátek toho všeho je uprostřed 2. světové války.
Daniel Ross, televizní reportér, je závislý na prášcích. A když dostane výpověď, chce spáchat sebevraždu. Ovšem ozývá se spásný telefonát.
A od toho telefonátu se Daniel dostává do spárů nevyhnutelného osudu. Potkává se se svým otcem, který měl být dávno mrtvý a dostává se mu do rukou film, který potvrzuje, že si Amerika a Sovětský svaz v době války rozdělily celý svět. Je to pravda nebo podvod?
A do popředí se také dostává i Wayne Hyde. Má za úkol zneškodnit všechny svědky, kteří by tvrdili, že film je pravý. Do sítí smrti se dostávají první mrtvé oběti.
Daniel a Mercedes, nevlastní dcera Danielova otce, zatím dělají rozhovory se svědky. A pak přijde řada i na Mercedes: byla unesena Waynem Hydem. Lidé, kteří ho najali, mají s Mercedes určité plány, ale Mercedes jim je překazila. Vzala si cyankáli, které ji dal otec pro případ jako je tenhle.
Policie rozjíždí po Mercedes rozsáhlé pátrání, ale Daniel ví, že Mercedes je mrtvá díky dopisu, který zanechala, kdyby se jí náhodou něco stalo.
Daniel Ross, zničený smrtí své Mercedes a unavený životem, umírá.